# موريس تومسون
موريس تومسون (بالإنجليزية: Maurice Thompson)‏ (9 سبتمبر 1844 - 15 فبراير 1901)؛ كاتب، محامي، شاعر وروائي أمريكي.